# HD 5388
HD 5388 es una estrella en la constelación de Fénix de magnitud aparente +6,8. 
Se encuentra, de acuerdo a la nueva reducción de los datos de paralaje del satélite Hipparcos, a 175 años luz del sistema solar.
En torno a ella orbita una enana marrón, descubierta en 2009.

## Características
HD 5388 es una estrella blanco-amarilla de la secuencia principal de tipo espectral F6V, no muy distinta de ρ3 Arietis o 15 Pegasi.
Tiene una temperatura efectiva de 6297 ± 32 K y es 4,6 veces más luminosa que el Sol.
Con un diámetro un 91% más grande que el diámetro solar, gira sobre sí misma con una velocidad de rotación proyectada de 5 km/s.
Su masa se estima en 1,21 masas solares y tiene una edad entre 2900 y 4580 millones de años —la cifra varía según la fuente consultada—.
Su contenido metálico es aproximadamente la mitad que en el Sol, siendo su índice de metalicidad [Fe/H] = -0,27 ± 0,02.
No presenta actividad cromosférica.

## Compañera subestelar
En 2009 se descubrió un objeto, denominado HD 5388 b, en órbita alrededor de HD 5388.
Aunque en un primer momento se pensó que era un planeta gigante, estudios posteriores establecieron que su masa era 69 ± 20 veces mayor que la masa de Júpiter, claramente por encima del límite de fusión del deuterio, lo que implica que dicho objeto es una enana marrón.
Su período orbital es de 777 días y el semieje mayor de su órbita es de 1,76 UA.
| Acompañante (En orden desde la estrella) | Masa (MJ) | Período orbital (días) | Semieje mayor (UA) | Excentricidad |
| ---------------------------------------- | --------- | ---------------------- | ------------------ | ------------- |
| HD 5388 b                                | > 69 ± 20 | 777 ± 4                | 1,76               | 0,4 ± 0,02    |